# Американец в Париже (фильм)
«Американец в Париже» (англ. An American in Paris) (1951) — музыкальная мелодрама режиссёра Винсента Миннелли с Джином Келли и Лесли Карон, для которой роль стала дебютной, в главных ролях, снятая по мотивам одноимённой симфонической поэмы Джорджа Гершвина (1928). Помимо инструментальной музыки в фильме были использованы песни из других мюзиклов Гершвина. Джин Келли выступил также в качестве хореографа картины. Фильм имел огромный успех и завоевал 6 премий «Оскар» при 8 номинациях, включая награду за лучший фильм. Также Джин Келли был удостоен почётного «Оскара» за «достижения в области хореографии и кинематографии», ставший единственным в его карьере.
По словам Лесли Карон в интервью 2009 года на шоу Пола О’Грейди, фильм вызвал полемику с офисом Хейса из-за сцены «танца со стулом»; цензор, просмотревший сцену, назвал её «сексуально провокационной», что удивило актрису, которая ответила: «Что вы можете сделать со стулом?»
В 1993 году фильм внесён в Национальный реестр фильмов, обладая «культурным, историческим или эстетическим значением».
По версии Американского института кино картина занимает ряд мест:
68-е место в списке 100 фильмов за 1998 год (выбыла в 2007)
15-е место в списке мужчин 100 звёзд (Джин Келли)
39-е место в 100 страстей
32-е место в 100 песен («I Got Rhythm»)
9-е место в 25 мюзиклов

## Общая характеристика
«Американец в Париже» входит в десятку величайших американских мюзиклов всех времён. Картина пришла к значительному публичному успеху благодаря музыке Гершвина, обработанной Джонни Грином и Солом Чаплином, и хореографии Келли; хореографическая кульминация фильма — 17-минутный парный танец героев без диалогов, снятый на 44 съемочных площадках на задней стоянке MGM, постановка которого обошлась более чем в 500 тыс. долларов. Свой вклад в успех внесли также оператор Джон Олтон, художник-постановщик Престон Эймс и дизайнеры по костюмам Орри-Келли и Ирен Шарафф. Винсент Миннелли работал над картиной с характерным для него мотивом «стремления к мечте».
Фильм критиковали как слишком сентиментальный, романтичный и слишком «помпезный» (за финальную балетную сцену). Однако вклад творческой команды создателей фильма в историю американского мюзикла никогда не оспаривался.

## Сюжет
Ветеран Второй мировой войны Джерри Маллиган (Джин Келли) — молодой неудержимый эмигрант в Париже, прибывший сюда по окончании боевых действий, поселившийся в квартирке на чердаке и пытающийся завоевать репутацию художника. Его друг и сосед Адам Кук (Оскар Левант) — пианист и давний партнёр популярного французского певца Анри Бореля (Жорж Гетари), живущий вот уже на восьмом учебном гранте и мечтающий выступить на концерте. Вернувшийся из путешествия Анри («Nice Work If You Can Get It») встречается с Адамом в кафе на первом этаже дома и рассказывает ему о своей образованной 19-летней девушке Лизе Бувье (Лесли Карон), любящей танцевать (кадры сопровождаются музыкой песни «Embraceable You»). Джерри ненадолго встречается с ними («By Strauss») и решает полноценно присоединиться позже, прежде отправляясь продавать свои работы.
Мило Робертс (Нина Фох), одинокая светская женщина и наследница состояния продавца масла для загара из Балтимора, видит, что Джерри, выставив свои работы на Монмартре, прогоняет молодую зеваку, и интересуется им и его искусством, предлагая за каждую картину 15 000 франков. Личный водитель привозит их в квартиру для оплаты, женщина приглашает художника на обед, который она устраивает вечером. По дороге домой Джерри поёт с французскими детьми, просящими у него американской жвачки («I Got Rhythm»), а затем идёт в квартиру Мило. Он быстро обнаруживает, что «вечеринка» на самом деле — это свидание тет-а-тет, и говорит женщине, что не заинтересован в том, чтобы быть платным ухажёром. Когда он пытается уйти, вернув ей деньги, Мило настаивает, что её интересует только его искусство.
Они идут в переполненное кафе, и Мило в качестве дружеского жеста. предлагает стать спонсором художественной выставки Джерри. Приходят некоторые из друзей Мило, и, сидя с ними, Джерри видит Лизу, сидящую с друзьями за соседним столом, и оказывается мгновенно очарован ей. Он игнорирует Мило и её знакомых, а вместо этого делает вид, что уже знает Лизу, и танцует с ней. Она ведёт себя сдержанно и даёт назойливому Джерри неправильный номер телефона, но кто-то за её столом случайно поправляет девушку. Мило расстроена поведением Джерри и внезапно решает пойти домой. По дороге она говорит компаньону, что с его стороны очень грубо флиртовать с незнакомой девушкой в её присутствии; устав от Мило, Джерри выходит из машины и прощается с ней.
На следующий день Джерри звонит Лизе на работу, но она говорит никогда больше не звонить ей. Джерри и Мило встречаются в кафе, и Мило сообщает ему, что коллекционер интересуется его картинами, и она устроила показ сегодня. Прежде чем пойти туда, Джерри идёт в парфюмерию, где работает Лиза, та соглашается поужинать с ним. Девушка не хочет, чтобы её видели вместе с Джерри публично, поэтому решает встретиться с ним в девять вечера у кафе «Милый друг» после обеда с Анри. Окрылённый согласием Джерри приходит в квартиру Адама и поёт с ним («Tra-la-la» («This Time It’s Really Love»)).
Встретившись, Джерри и Луиза исполняют романтическую песню («Love Is Here to Stay») и танцуют на берегу Сены в тени Нотр-Дама. Тем не менее, спустя два быстро пробежавших часа, согласившись на следующее свидание в субботу, Лиза быстро убегает на встречу с Анри после его выступления («I’ll Build a Stairway to Paradise»). Борель говорит ей, что его пригласили отправиться в концертное тур по Америке, и предлагает девушке выйти за него замуж.
После разговора с Джерри о Мило Адам, лёжа в квартире, мечтает о том, как исполняет одну из композиций Гершвина в концертном зале («Concerto in F for Piano and Orchestra»). По мере развития сцены Адам также оказывается дирижёром, членами оркестра и даже восторженным зрителем, аплодирующим в ложе.
Мило арендует Джерри художественную студию и говорит ему, что запланировала выставку его работ через три месяца. Сначала он отказывается от помещения по причине отсутствия денег, но в конечном итоге соглашается при условии, что он вернёт ей деньги, когда заработает на своих произведениях. Джерри начинает активно творить, рисуя на свежем воздухе и втайне от Борель создавая портрет Лизы.
Примерно через месяц после долгих ухаживаний Лиза внезапно уезжает, оставив записку, когда она и Джерри прибывают на такси в его квартиру. Когда Джерри говорит Адаму имя возлюбленной, тот ошарашен, осознавав, что его друзья увлечены одной и той же девушкой. Подсевший Анри и Джерри радостно обсуждают пассию, которую оба любят, не подозревая, что это один и тот же человек («S Wonderful»).
Вечером Джерри и Лиза вновь встречаются на том же месте на берегу Сены. Она сообщает ему, что завтра выходит замуж за Анри и едет в Америке. Лиза испытывает чувство долга перед Борелем, которому обязана, так как он оберегал её во время войны, пока её родители участвовали в движении Сопротивления. Лиза говорит вдогонку грустному Джерри о своей любви к нему.
Джерри впервые целует Мило и приглашает на студенческий бал-маскарад. На шумной вечеринке, где все гости носят чёрно-белые костюмы, Мило сталкивается с Адамом, подающем напитки и осведомлённом о личности спонсорши друга. Они встречают Анри и Лизу, и Джерри наконец рассказывает Робертс о своих чувствах к девушке. Борель невольно подслушивает друга и девушку, прощающихся друг с другом, и осознаёт правду. Когда Анри и Лиза уезжают на такси, Джерри мечтает о том, как гуляет с возлюбленной по Парижу («An American in Paris»), грёзы предстают в виде помпезного представления. Его задумчивость нарушена автомобильным гудком — Лиза возвращается с Анри, целует жениха и бежит к Джерри. Они обнимаются, целуются и уходят. Финальный кадр демонстрирует огни вечернего города.

## В ролях
- Джин Келли — Джерри Маллиган, художник-эмигрант
- Лесли Карон — Лиза Бувье, девушка Бореля
- Оскар Левант — Адам Кук, пианист, друг и сосед Маллигана
- Жорж Гетари[фр.] — Анри Борель, французский певец
- Нина Фох — Мило Робертс, одинокая светская женщина

В титрах не указаны
- Дик Уэссел — Бен Макроу
- Мэдж Блейк — Эдна Мэй Бестрэм

## Награды и номинации
- Награды:
- 1951 — попадание в десятку лучших фильмов года по версии Национального совета кинокритиков США.
- 1952 — премия «Золотой глобус» в номинации Лучший фильм (комедия или мюзикл)
- 1952 — премия Гильдии сценаристов США за лучший сценарий к американскому мюзиклу (Алан Джей Лернер).
- 1952 — 6 премий «Оскар»:
- Лучший фильм (Артур Фрид)
- Лучший сценарий (Алан Джей Лернер)
- Лучшая музыка (саундтрек к музыкальному фильму) (Джонни Грин, Сол Чаплин)
- Лучшая операторская работа (цветной фильм) (Альфред Гилкс, Джон Олтон)
- Лучшая работа художника (цветной фильм)
- Седрик Гиббонс, Э. Престон Амес (постановщики)
- Эдвин Б. Уиллис, Ф. Кеог Глисон (декораторы)
- Лучший дизайн костюмов (цветной фильм) (Орри-Келли, Уолтер Планкетт, Ирен Шарафф).
- Почётная награда (Джин Келли «в знак признания его универсального таланта актёра, певца, режиссёра и танцовщика и особенно за его блестящие достижения в искусстве кинохореографии»)
- Номинации:
- 1952 — премия «Золотой глобус»:
- Лучший режиссёр (Винсент Миннелли)
- Лучшая мужская роль (комедия или мюзикл) (Джин Келли)
- Лучший монтаж (Эдриэнн Фэзан).
- 1952 — номинация на премию BAFTA за Лучший фильм
- 1952 — «Оскар»:
- Лучший режиссёр (Винсент Миннелли)
- Лучший монтаж (Эдриэнн Фэзан).
- 1952 — номинация на "Гран-при" Каннского кинофестиваля.
- 1952 — номинация на премию Гильдии режиссёров США за лучшую режиссуру художественного фильма (Винсент Миннелли)

## Театрализация
Премьера сценической версии мюзикла состоялась 18 мая 2008 года в хьюстонском Alley Theatre (режиссёр — Грегори Бойд, сценарист — Кен Людвиг). Другая сценическая версия «Американца» была осуществлена в ноябре 2014 года на сцене парижского театра «Шатле» (режиссура и хореография Кристофера Уилдона; в главных ролях были заняты Роберт Фэйрчайлд и Линн Коуп), затем этот мюзикл был перенесён на Бродвей (с теми же актёрами в главных ролях). Американская премьера мюзикла состоялась 12 апреля 2015 года. Участники творческого коллектива последней (хореограф, музыканты-аранжировщики, режиссёр-осветитель) были удостоены премии «Тони» за 2015 год. В театральном мюзикле была использована преимущественно музыка Гершвина (не только из его одноимённой симфонической поэмы, но также из других сочинений), за исключением музыки из «Рапсодии в стиле блюз» и оперы «Порги и Бесс».